# Emile Alexis Marie van der Kun

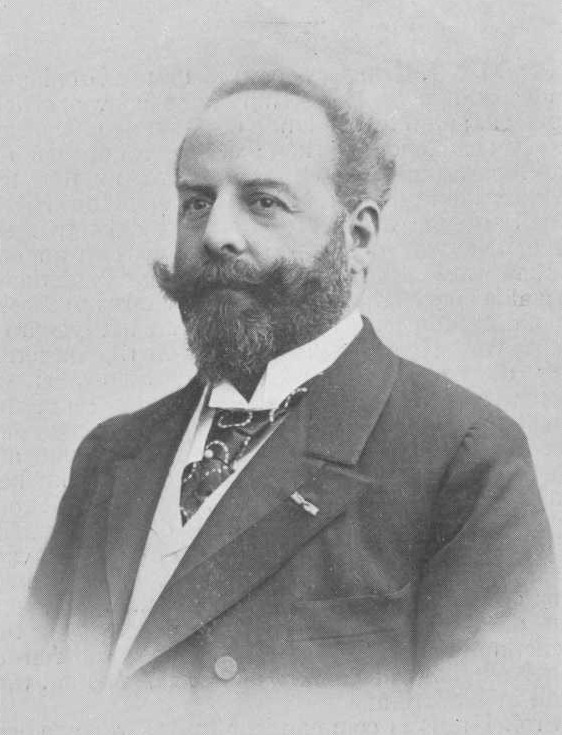
Emile Alexis Marie van der Kun ca. 1913

Emile Alexis Marie van der Kun (Rotterdam, 19 november 1853 - 's-Gravenhage, 27 september 1914) was een Nederlands politicus.
Van der Kun was een Katholieke wijnkoper uit Rotterdam, die dertien jaar namens het district Zevenbergen in de Tweede Kamer zat. Hij was vertegenwoordiger van de katholieke ondernemers. Hij was gelieerd aan diverse vooraanstaande katholieke families. Na zijn zitting in de Tweede Kamer was hij vier jaar Eerste Kamerlid.
- Biografisch Portaal: 58650241
- Parlement.com: vg09ll2kc8zt